# Bentley Arnage
La Bentley Arnage est une voiture de luxe du constructeur automobile britannique Bentley produite à Crewe de 1998 à 2009. Elle est développée conjointement à sa sœur jumelle, la Silver Seraph de Rolls-Royce. Cette berline prend le nom d’Arnage, une ville de la Sarthe, situé au sud du Mans, connue pour son célèbre virage du circuit des 24 heures du Mans (le plus lent du circuit). 

## La genèse de la Bentley Arnage
Avec une durée de vie assez longue des modèles, plus de 10 ans, les constructeurs Rolls-Royce et Bentley avaient besoin de nouveaux modèles pour la décennie 2000. Rolls-Royce produisait la Silver Spirit et Bentley sa presque copie, la Brooklands depuis le milieu des années 1980.
La maison mère de l'époque, l'avionneur Vickers, avait décidé de faire table rase du passé, notamment au niveau de la motorisation, pour proposer des véhicules plus équilibrés et moins consommateurs en carburants. Ce qui peut être après coup considéré comme dommageable pour l'image de marque de ces maisons, historiquement des motoristes.
C'est ainsi qu'au début des années 1990, les ingénieurs de Crewe passent en revue de nombreuses solutions achetées auprès de constructeurs tiers, et concurrents. Les blocs haut de gamme de General Motors, Mercedes et BMW sont ainsi testés. Deux moteurs de chez BMW sont sélectionnés. Rolls-Royce choisit un V12 5,4 litres atmosphérique partagé avec la Série 7 et une boite automatique ZF à 5 rapports pour sa Silver Seraph. Bentley opte pour un V8 4,4 litres avec même boite automatique pour l'Arnage. Seulement, la différence de puissance par rapport au vénérable bloc 6,75 litres faisait tache. Le bloc V8 de 4,4 litres de BMW est donc modifié par les ingénieurs de Cosworth Engineering (une autre entité de Vickers) et un bi-turbo lui est ajouté pour atteindre les 349ch et rendre l’Arnage plus sportive.
Ainsi sont annoncées puis lancées la Bentley Arnage 4,4 L et sa jumelle, la Silver Seraph 5,4 L chez Rolls-Royce en 1997 et 1998. Seuls quelques éléments extérieurs permettent de les différencier : calandre, jante et fond de phares avant (blanc chez RR, noir chez Bentley). Le sélecteur de la boite de vitesses est par ailleurs sur la colonne de direction chez Rolls-Royce, au lieu d'être sur la console centrale.
La Bentley Arnage ne révolutionne pas le style automobile mais fait entrer le constructeur dans l'ère moderne, avec plus de rondeur. Il est à noter la position du train avant très en avant et la poupe plongeante, dessin évoquant à la fois la puissance et la tranquillité, à la différence des voitures contemporaines, souvent taillées en forme de coin, plus hautes à l'arrière qu'à l'avant. L'intérieur n’est pas en reste. Comme d'habitude, Rolls-Royce et Bentley, maisons conservatrices, améliorent discrètement l'ancienne planche de bord (pour la rendre principalement moins massive) mais la disposition intérieure reste très similaire aux modèles précédents.
À sa présentation au printemps 1998, l’Arnage était moins bien équipée de série que sa grande sœur Silver Seraph. De série, les équipements comprenaient l’air climatisé quadri-zones, les sièges avant massant, les sièges avant et arrière chauffants et ventilés, les sièges électriques avec ajustement lombaire, le volant multifonction à finition cuir et bois et un système audio sophistiqué. En option, à la place de l’autoradio traditionnel est installé un système de navigation GPS avec chargeur de données (sous forme DVD) placé dans le coffre arrière. D’autres options sont disponibles comme des stores électriques, un système de chargeur 8-CD, des sièges arrière électriques et massant, un porte-boissons réfrigérant, etc.

## Le rachat de Bentley

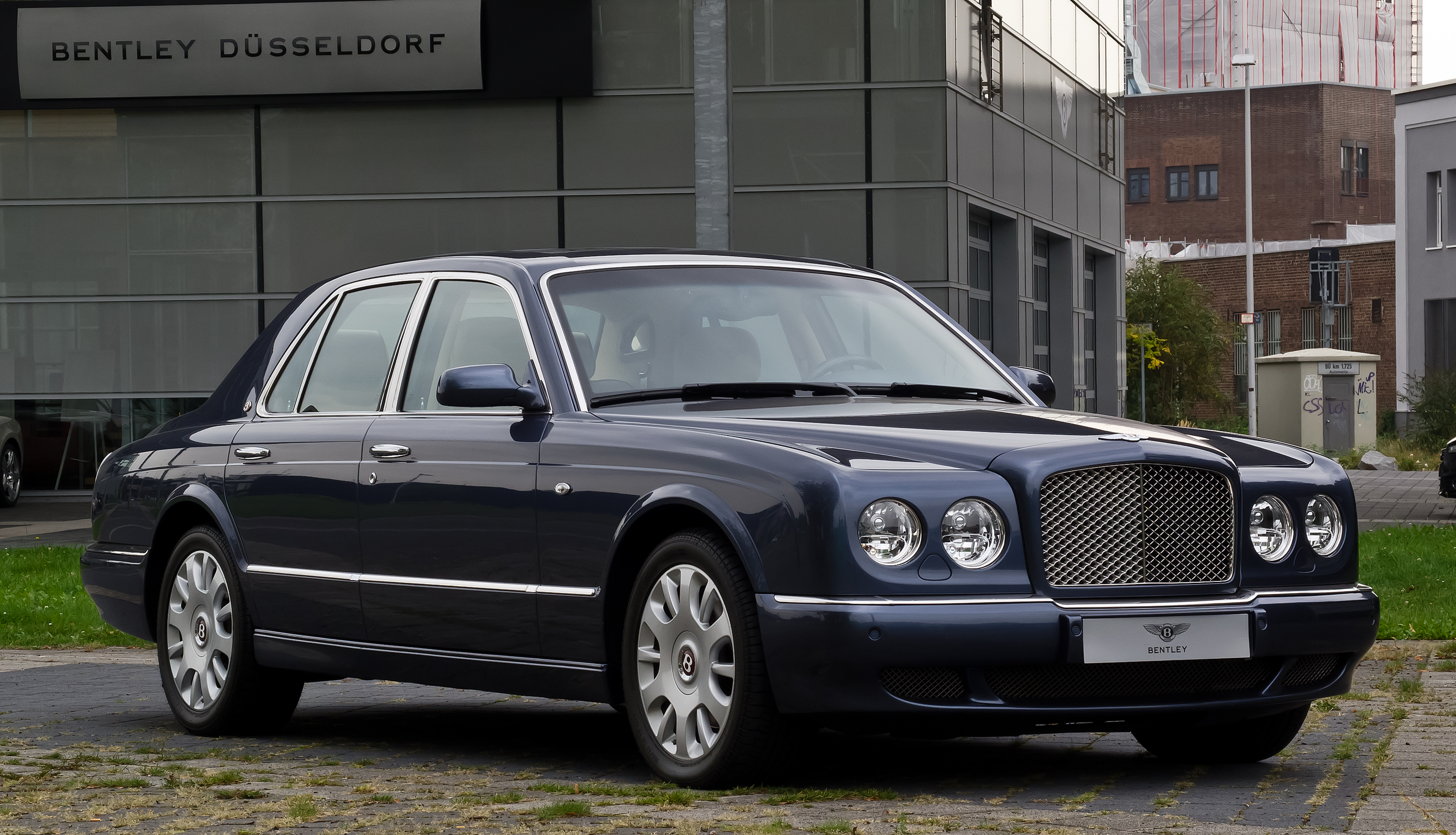
Bentley Arnage R après son « facelift ».

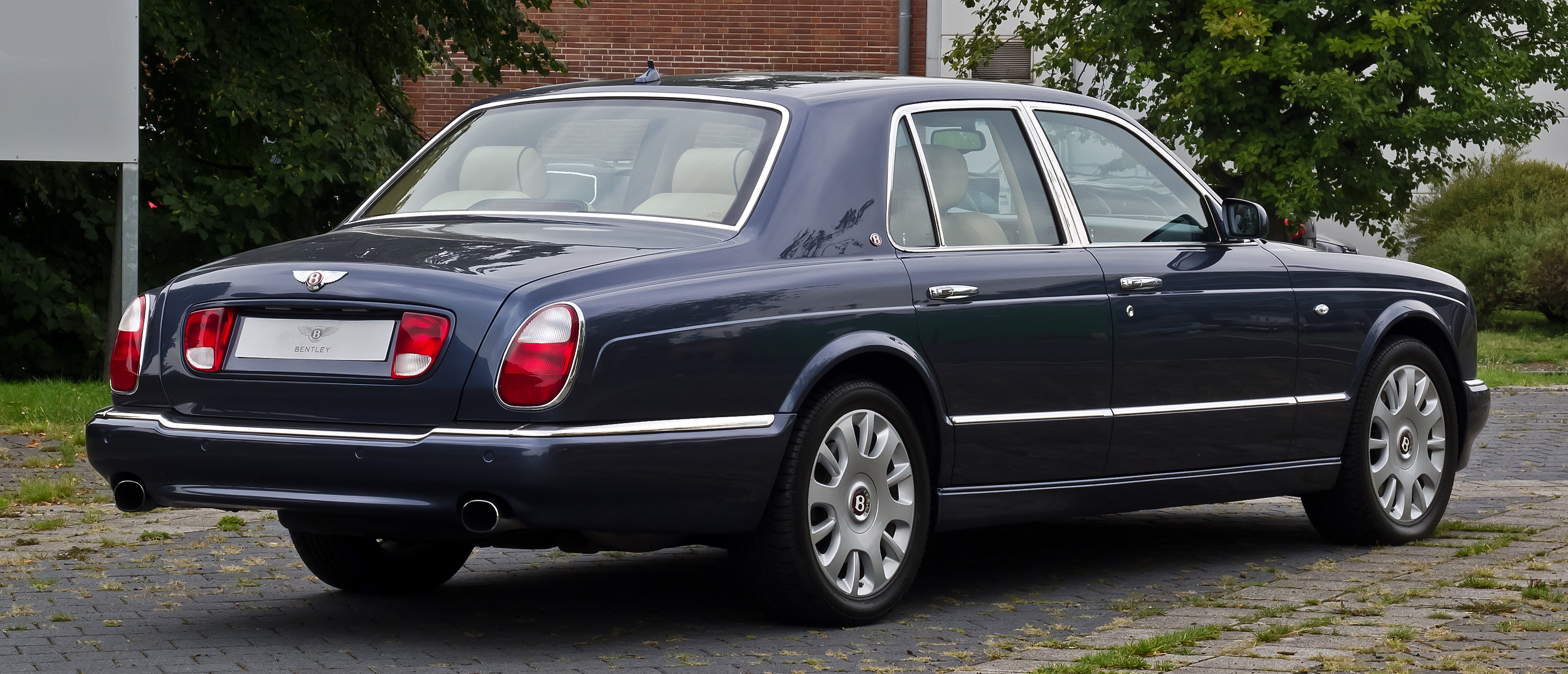
Arrière plongeant de la Bentley Arnage.

À la sortie des deux véhicules, Vickers rend public son projet de vendre Rolls-Royce et Bentley. Une bataille acharnée eut lieu entre les grands constructeurs européens et mondiaux pour reprendre ces fleurons. Dans cette bataille, BMW avait beaucoup à perdre et il menace le futur repreneur d'arrêter la livraison des deux blocs moteurs.
Cet imbroglio est réglé lorsque BMW acquiert les droits séparés sur Rolls-Royce, dont le nom pour l'automobile est accordé sous licence par le motoriste d'avion Rolls-Royce PLC, complètement indépendant de cette aventure. Bentley est de son côté acheté par un autre allemand, Volkswagen.
Volkswagen, nouvelle maison mère de Bentley a vite compris qu'il n'est plus possible de proposer une motorisation concurrente pour la plus distinctive de ses marques. Par ailleurs, les ventes de la Bentley Arnage se sont vite essoufflées devant la crainte de ne pas trouver de pièces détachées. Comme aucun moteur satisfaisant n'était disponible (le W12 de la Volkswagen Phaeton arrive bien plus tard), les ingénieurs de Bentley ressortent le vieux moteur 6,75 litres. Seulement ce bloc avait été introduit en 1959 avec les Rolls-Royce Silver Cloud et Bentley S2 et malgré une cascade de mises à jour, il était très polluant et consommateur en carburant.
Pour répondre aux critères environnementaux, le bloc moteur est repensé à grands frais. Par ailleurs, il pèse 300 kg de plus que le bloc moteur BMW. Cela impose de revoir complètement le châssis, les suspensions et le système de freinage. Les pneumatiques ont aussi dû être élargis pour mieux absorber la route, de 17 à 18 pouces. 
C'est ainsi qu'en septembre 1999 sont lancées deux 'nouvelles' Arnage : la Green Label équipée du moteur BMW et la Red Label équipée du modèle original de Bentley, le fameux 'six trois-quarts', signé par le mécanicien! Le service de communication de Bentley vante aux clients l’impressionnant et inépuisable couple que procure le retour au vieux V8 6,75 litres équipant la Red Label.

## Green Label contre Red Label

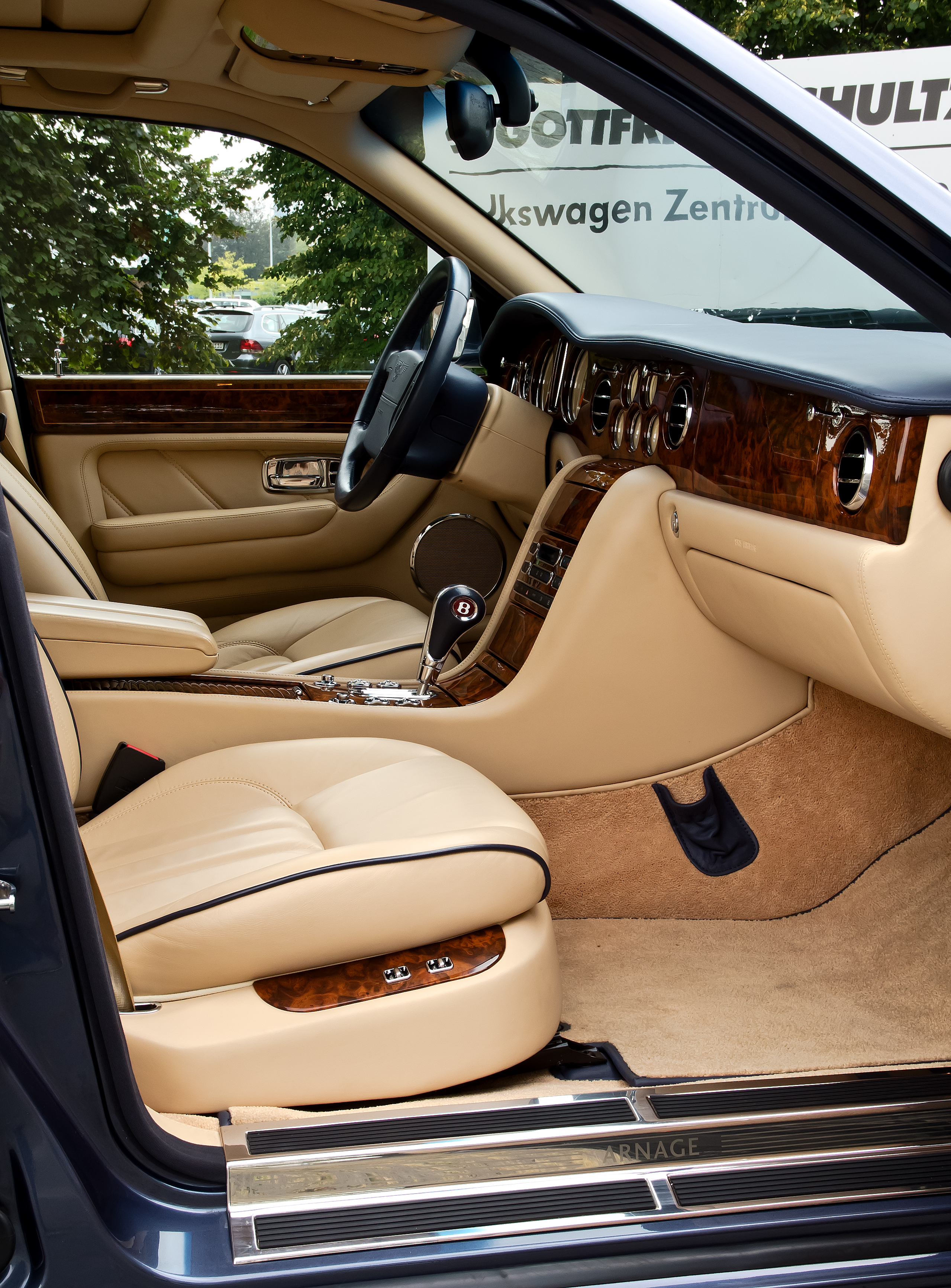
Intérieur avant de la Bentley Arnage, place au bois, à la flanelle et au cuir.

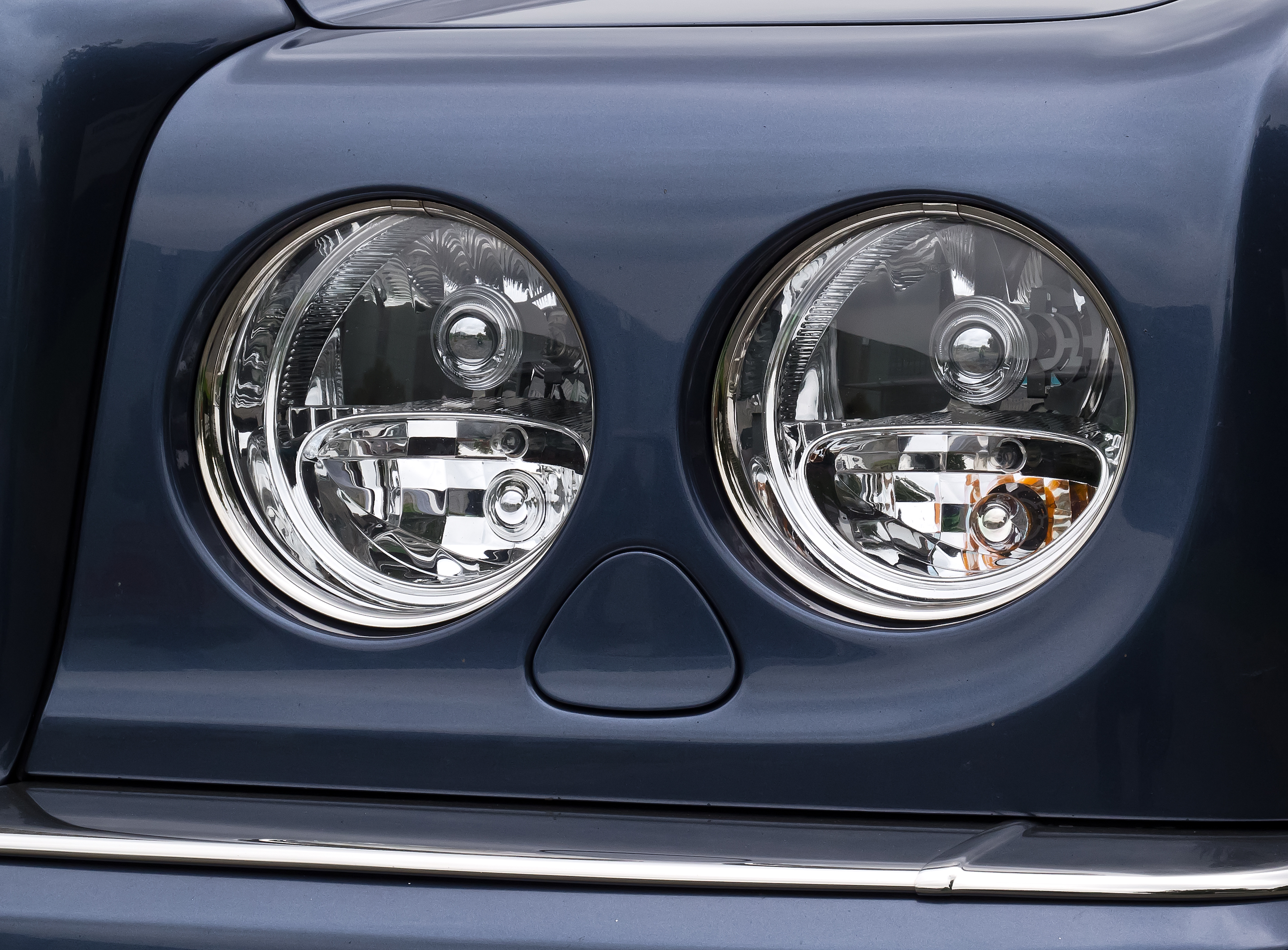
Signe le plus visible du « Facelift », les deux phares avant.

Ces Bentley Arnage se sont vu adjoindre au lancement des deux versions un nombre de petites améliorations dans l'air du temps : le GPS Alpine rétractable logé dans la casquette du tableau de bord (dommage pour les puristes qui regrettent alors la beauté de cette grande langue de cuir), les rétroviseurs rabattables électriquement, le contrôle de distance de stationnement avant et arrière, l'amélioration de la direction assistée et des phares avant en plastiques et non plus en verre. Les places arrière sont également remodelées pour faire face aux critiques sur l'étroitesse de celles-ci.
Mais la guerre entre amateurs est déclarée, entre ceux pour ou contre la motorisation BMW.
Le fait est que le modèle Green Label équipé d'un V8 4,4 L BMW (353ch) est plus moderne. Sa consommation de carburant est réduite, grâce à une cylindrée plus faible, grâce à ses 32 soupapes et à une distribution à double arbre à cames en tête, grâce à une boite de vitesses moderne à 5 rapports automatiques, grâce à une régulation électronique Bosch, grâce à un poids total plus léger. Et le coût d'entretien est plus raisonnable du fait de pièces détachées plus disponibles (et communes souvent avec les BMW 750).
Le gros moteur de la Red Label n’améliore l’accélération de 0 à 97 km/h que de moins d’une seconde, alors que le moteur BMW demeure plus apte à monter en régime, plus élastique, et offre l’avantage d’offrir à la voiture une répartition de poids idéale 50/50 entre l’avant et l’arrière. Cela dit, il ne faut pas oublier que l'Arnage Green Label mesure 5,39 m de long et pèse 2 300 kg. Dès lors, certains clients et journalistes ont décrié le manque de punch et de reprise de cette version. Pour un utilisateur classique, l'agrément de conduite est pourtant supérieur, le véhicule se montrant agile (avec une vitesse de pointe de 240 km/h tout de même), grâce à une motorisation objectivement plus moderne. La consommation de carburant évolue entre 15 et 19 litres/100 km.
La Green Label cesse toutefois d’être produite en 2000, ce qui en fait un modèle rare.
Le modèle Red Label équipé du fameux V8 'six trois-quarts' (406ch) a pour lui un couple énorme de 830 newtons-mètres et un bruit caractéristique. Il est aidé par un turbocompresseur unique du type Garrett (en) T4. Un journal parle « d'un remorqueur noble » tant la puissance disponible est opulente. Pour tenir face à toute cette puissance, l'ancienne boîte de vitesses General Motors 4L80-E à 4 rapports fait son retour. C'est en partie à regret, car elle tire trop long dans certaines situations, limitant les effets de reprise. En outre, le peu de rapports disponibles commence à paraître anachronique alors que les boîtes à 5, 6 et 7 rapports fleurissent pour juguler la consommation. Néanmoins, ce monstre mécanique permet à la Bentley Arnage de se classer parmi les grandes berlines les plus puissantes au monde. Il faut aussi penser à la consommation de carburant, évoluant entre 17 et 23 litres/100 km.
Un certain nombre de Bentley Red Label ont été équipées d’un réservoir de GPL dans les années 2000, ce qui était dans l’air du temps. Si la double carburation est intéressante et économique, elle contraint le propriétaire à un contrôle technique GPL plus régulier et interdit l’accès à certains parkings souterrains.

## Version allongée et Série II
Une version à empattement long de la Red Label est lancée au Salon international de l'automobile d'Amérique du Nord en 2001. L’Arnage RL est plus longue de 25 cm et disponible avec une infinité de détails dus au carrossier/sellier Mulliner. La caisse elle-même subit des modifications substantielles de hauteur et largeur, indicibles à l'œil nue, qui servent à augmenter le volume intérieur. Disponible sur commande spéciale, chaque RL est personnalisée selon les désirs de l’acquéreur. De nombreuses RL sont équipées d'un blindage. L’équipement offrant une protection contre les fusils d'assaut et les grenades est disponible à un tarif compris entre 243 000 et 300 000 dollars.
À l’occasion du lancement de ce modèle, le vénérable V8 s’offre une version entièrement retravaillée. Plus de la moitié des pièces constituant le moteur est entièrement nouvelle, incluant un système de gestion du moteur Bosch Motronic ME7.1.1 et deux petits turbocompresseurs T3 au lieu du gros T4. Le nouveau moteur développe 298 kilowatts (405 ch) et 835 newtons-mètres. Une nette réduction des émissions polluantes est constatée.
Ces réflexions amènent à la refonte de la gamme Arnage. Bentley met à jour la version Red Label, l'appelant simplement Arnage R. Cette version II plus équilibrée est d'après les amateurs plus agréable à conduire, grâce à un châssis plus rigide, la réaction routière étant meilleure.
Et Bentley présente l’Arnage T, pour Turbo. Le châssis rigidifié et les trains roulants modifiés permettent de supporter la puissance encore augmentée du moteur grâce à deux turbos. Ce modèle très sportif avec un moteur repensé enthousiasme la communauté automobile. Jeremy Clarkson de Top Gear eut à ce titre le bon mot : « 5,5 secondes pour faire 0 à 100 km/h, ce n'est pas mauvais pour une sportive, mais c'est excellent pour une cathédrale, ! » L’Arnage T devient la plus puissante des Bentley jamais produites, avec le V8 poussé à 340 kilowatts (462 ch) et un couple de 875 N m. L’Arnage T passe de 0 à 97 km/h en 5,2 secondes. Une vitesse maximum de 270 km/h est annoncée.
Les Arnage R et T partagent le même châssis de 3 116 millimètres de long.

## «Restylage»
En 2004, pour correspondre au lancement du nouveau coupé Bentley conçu sur une base totalement nouvelle, la très sportive Continental GT, les équipes redessinent l'avant de l'Arnage, un « restylage ». Exit donc les deux clignotants verticaux à l'avant, signature plus que british! Deux feux séparés remplacent l'ancien bi-phare hérité du design de la Rolls-Royce Silver Cloud III.
Les versions R et T sont conservées.
En 2005 est présenté le coupé décapotable dérivé de l'Arnage, la Bentley Azure.

## La Limousine de la Cour d’Angleterre

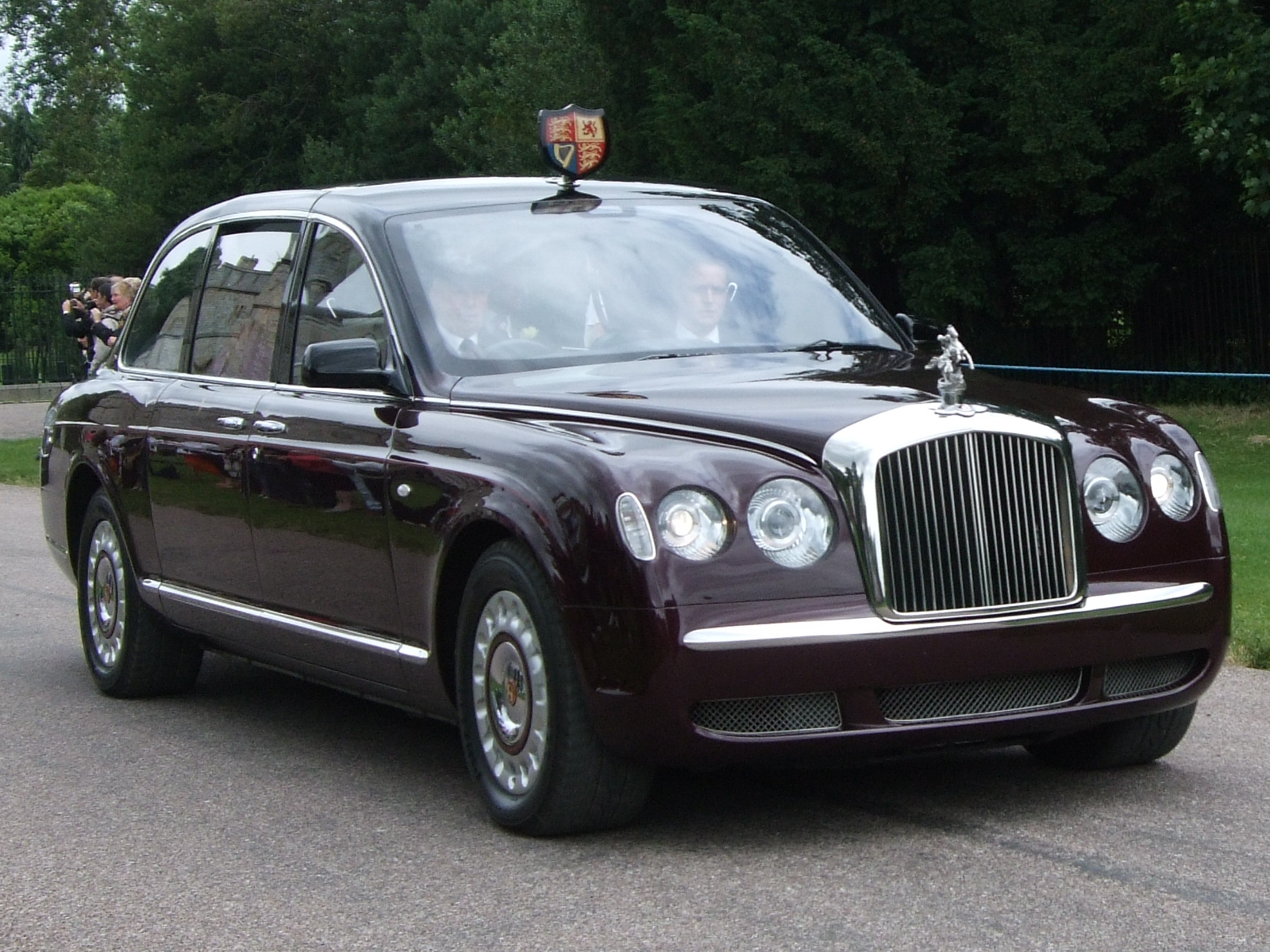
Sur base d'Arnage, la Bentley State Limousine n'a finalement que peu de rapport avec le modèle de série.

La Bentley State Limousine est construite par Bentley Motors Limited à l’attention de la reine Élisabeth II à l’occasion de son jubilé en 2002. Seuls deux modèles sont construits, ce qui en fait un modèle encore plus exclusif que la confidentielle Rolls-Royce Phantom IV, produite à 18 exemplaires. La voiture est blindée, avec un plancher anti-mines, des vitres pare-balles et un système de climatisation pouvant isoler les occupants en cas d’attaque chimique ou biologique.
Ces deux voitures sont équipées d’une version du V8 réglée à 300 kilowatts (408 chevaux) et 835 newtons-mètres. Malgré une masse de quatre tonnes, elles peuvent atteindre 209 km/h sur leurs pneumatiques renforcés au kevlar. La Bentley State Limousine est environ un mètre plus longue que le modèle de base, 25 cm plus haute, et 15 cm plus large. La transmission est adaptée pour permettre des déplacements au pas aussi doux que possible.

## Améliorations techniques en 2007
En 2007, le moteur est encore une fois révisé. Les turbos Garrett sont remplacés pour des modèles Mitsubishi à faible inertie conçus pour diminuer le temps de réponse. Une transmission moderne à six rapports de marque ZF est installée.
L'alésage du moteur est augmenté également, pour passer à un V8 6,8 L (6 761 cm3), dernière évolution de ce vénérable bloc. Les versions R et T sont logiquement enhardies, passant à respectivement 457 et 506 ch. La T atteint 288 km/h (270 km/h pour la R) et passe de 0 à 97 km/h en seulement 5,2 secondes.

## «Diamond Series»
Bentley fête les soixante ans de l’usine de Crewe avec la série spéciale Diamond Series Arnage en 2006. 60 véhicules sont prévus, la majorité vendus aux États-Unis, avec une finition spéciale comprenant des boiseries spécifiques, des jantes de 19 pouces et le drapeau du Royaume-Uni sur les ailes avant.

## «Final Series»

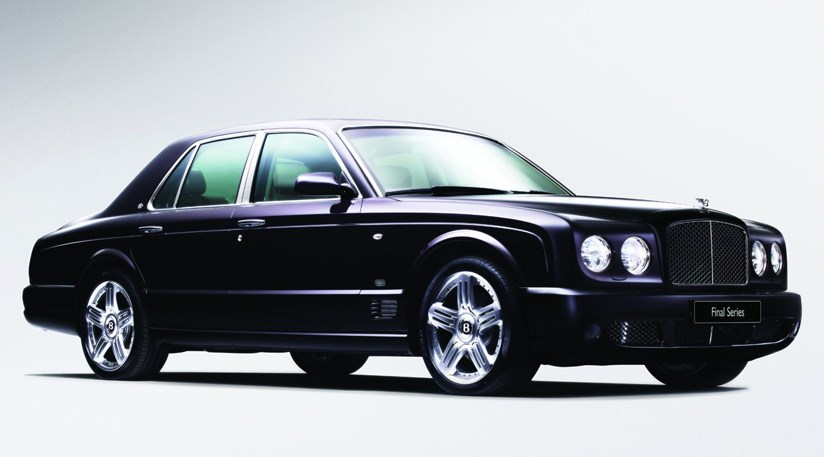
Photo de la « en » de l'Arnage dans le dossier de presse de Bentley Motors.

En septembre 2008, Bentley annonce la fin de fabrication du modèle Arnage pour 2009 avec des livraisons jusqu'en 2010. Pour bien faire, le constructeur met en vente une série finale et spéciale de 150 exemplaires. L’Arnage « Final Series » reçoit la mécanique de l’Arnage T. Elle reçoit des jantes en alliage 20 pouces, une mascotte rétractable, et différents détails de finition.
L’intérieur conçu par Mulliner comprend des pédales en alliage, une planche de bord aluminium, quatre parapluies et un système audio de 1 000 W signé Naim Audio. L’acquéreur a le choix entre 42 couleurs de carrosserie différentes, un choix de 25 harmonies différentes pour l’habitable et 3 types d’essences de bois. Cette série marque le cinquantième anniversaire du bloc V8, introduit en 1959. Au total, 96 « Final Series » sont livrées.
Succédant à l’Arnage, la Mulsanne est présentée en août 2009 au concours d’élégance de Peeble Beech, à Monterey, Californie. Mulsanne est aussi le nom d'une ville sarthoise et d'un virage du circuit des 24 heures du Mans, où les bolides arrivent à plus de 350 km/h.

## Galerie photos

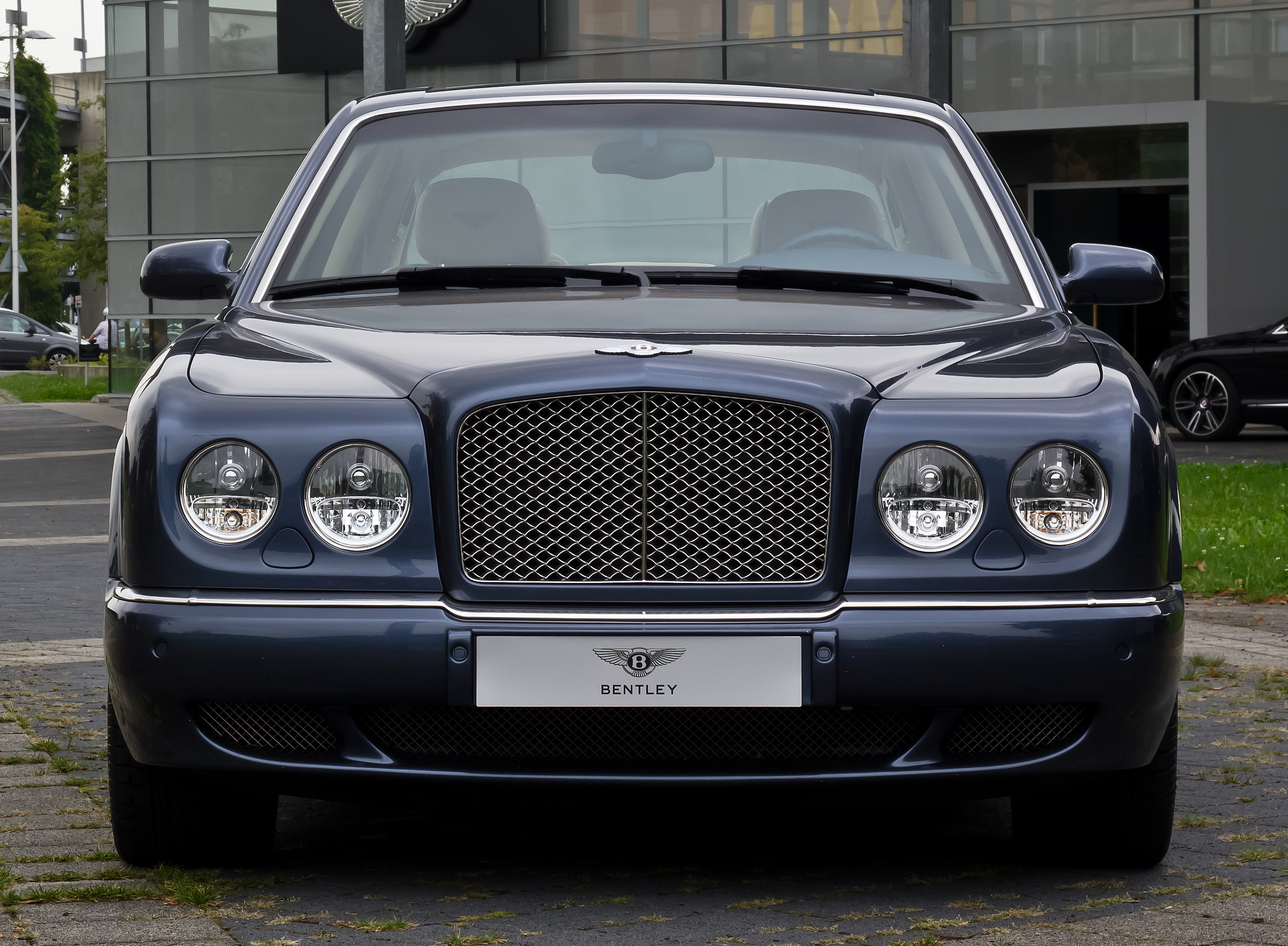
Vue de face.
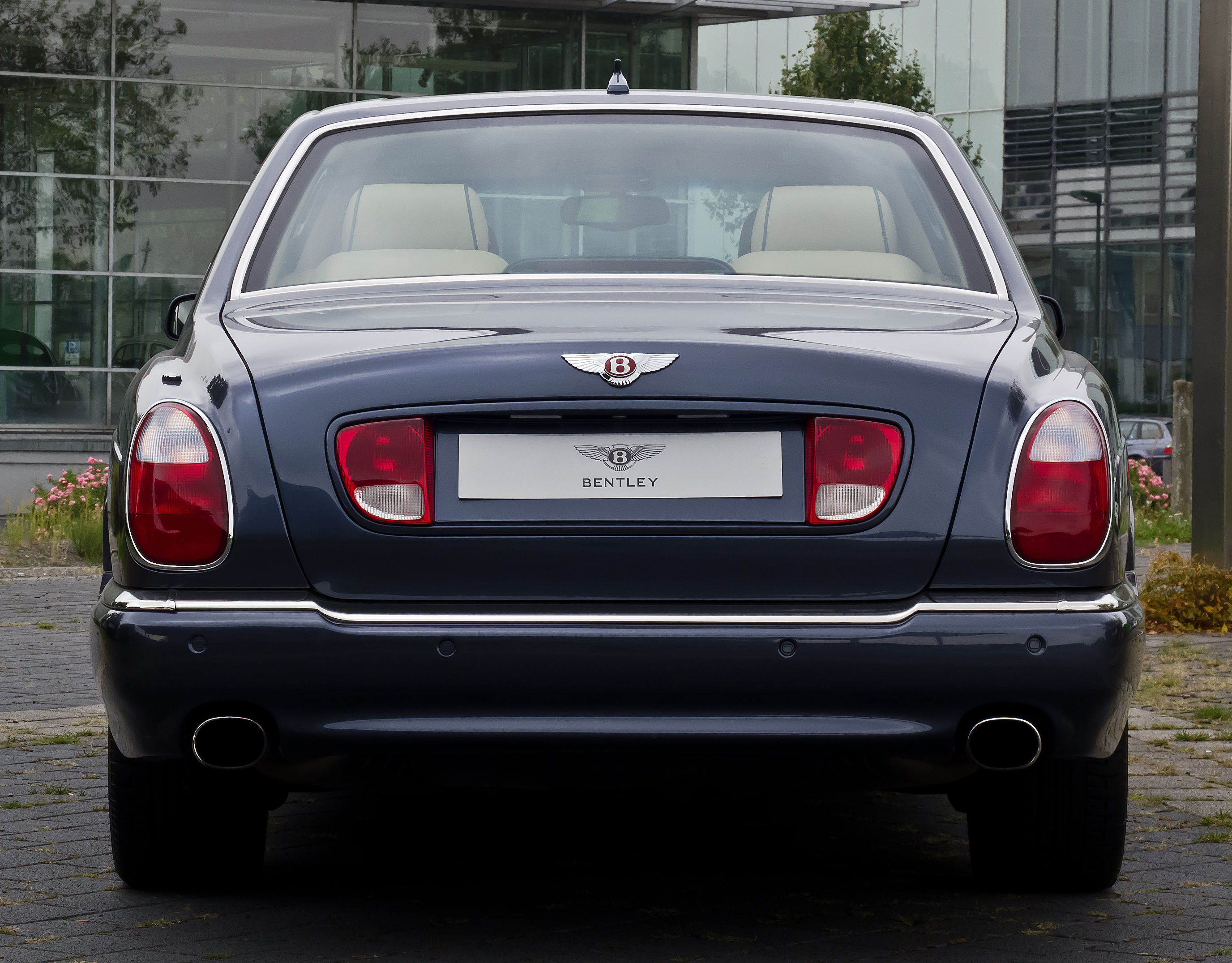
Vue arrière.
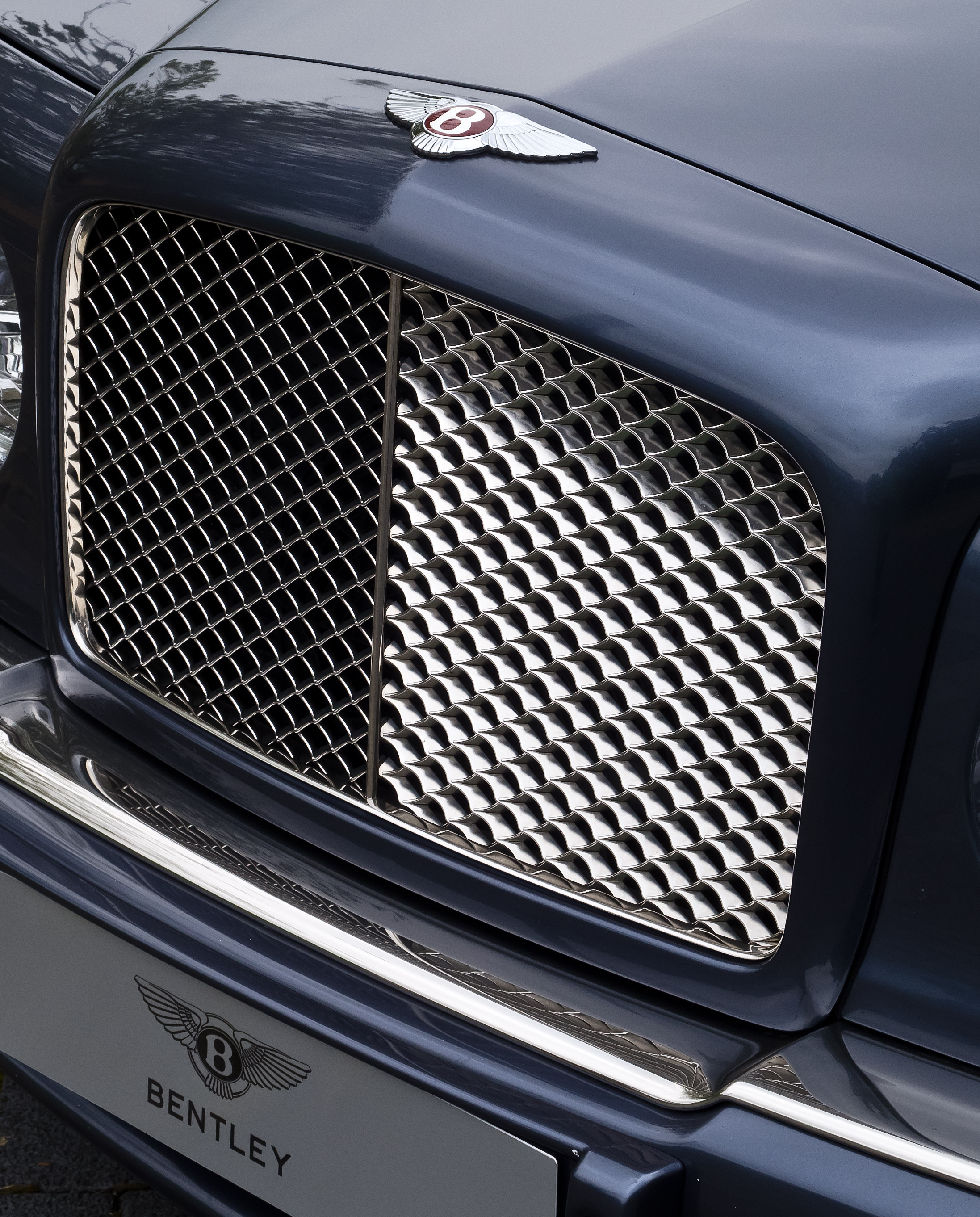
Grille de radiateur chromée.
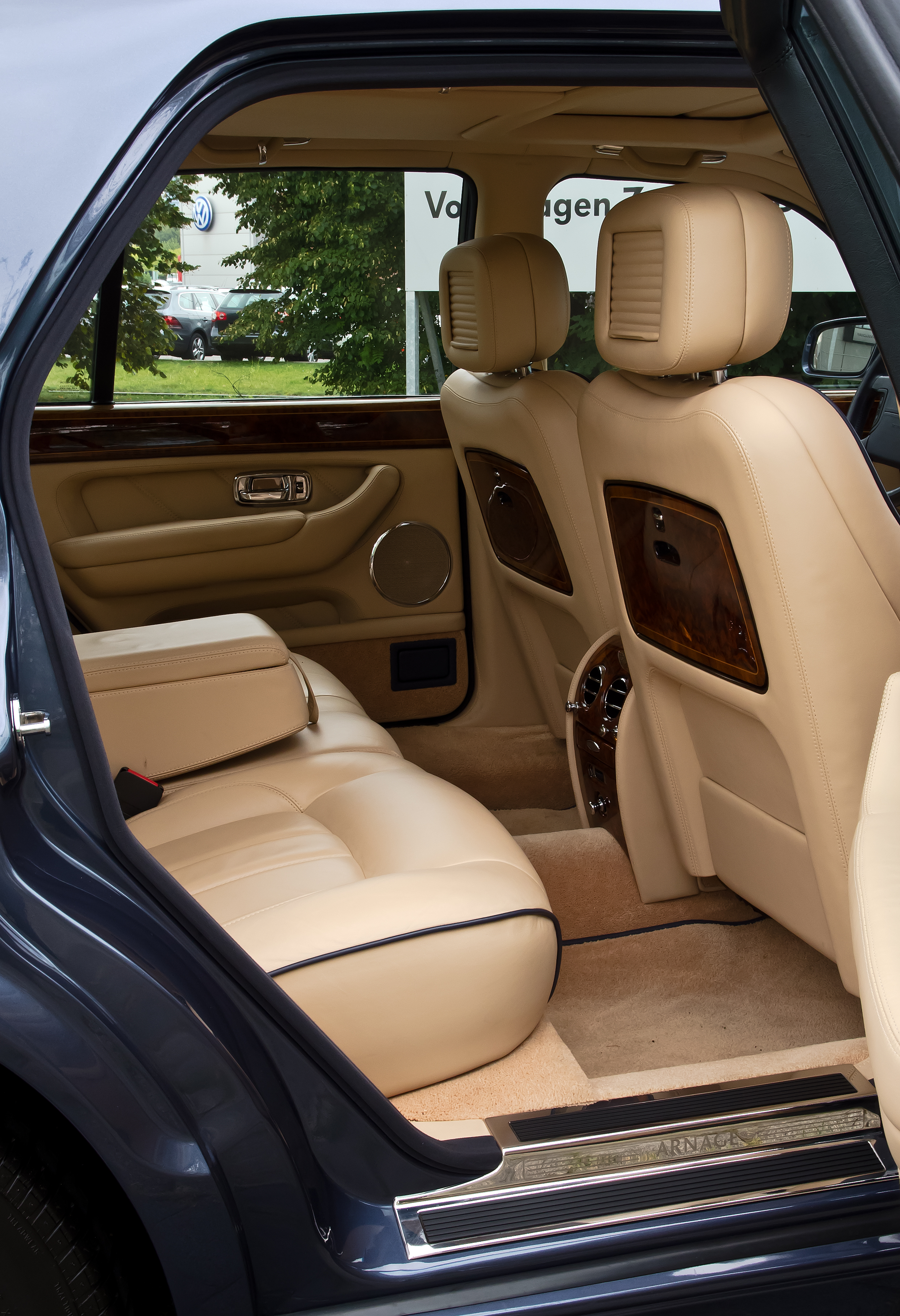
Espace arrière passagers.
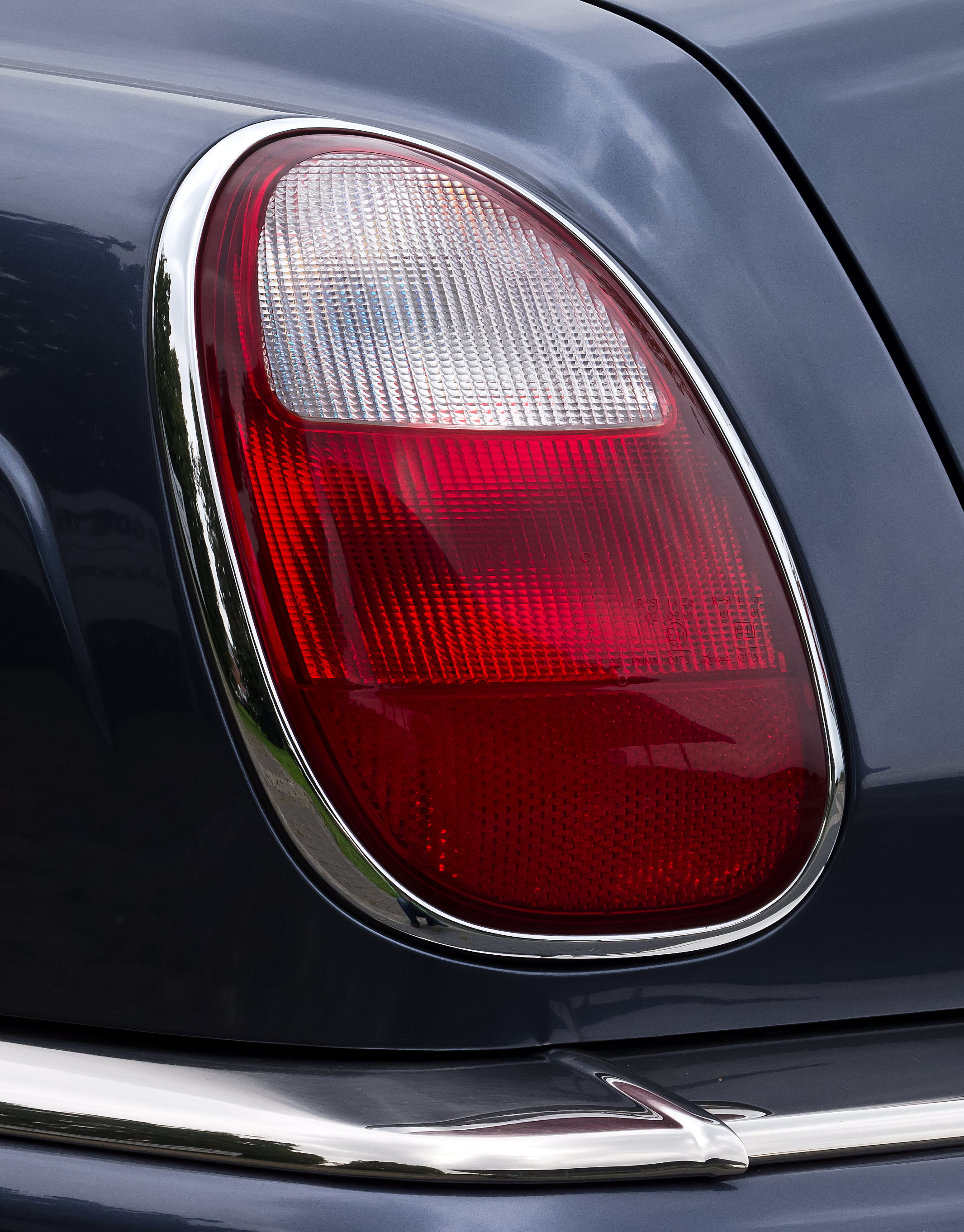
Feux arrière.
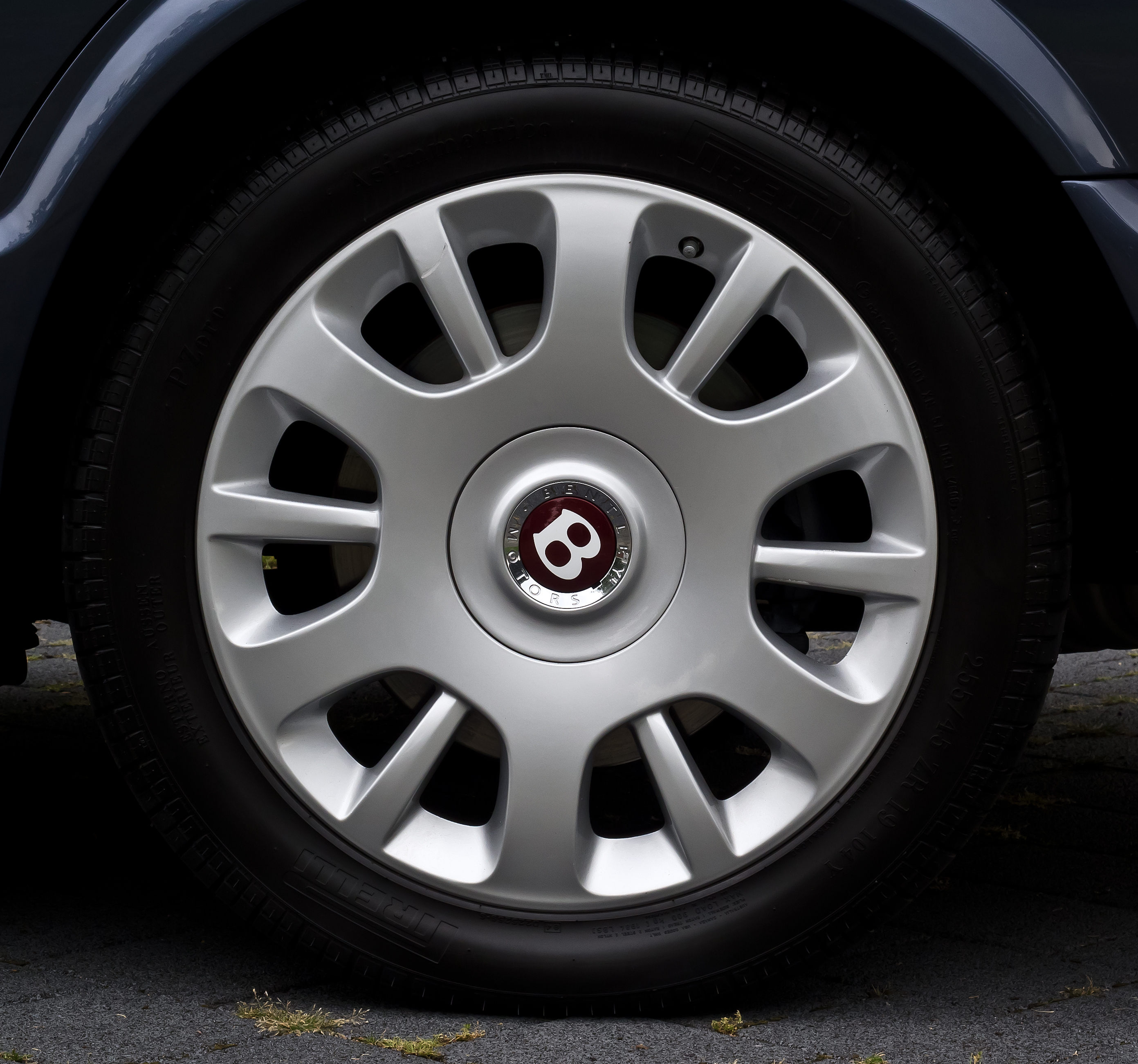
Une des jantes alliage disponibles en options.
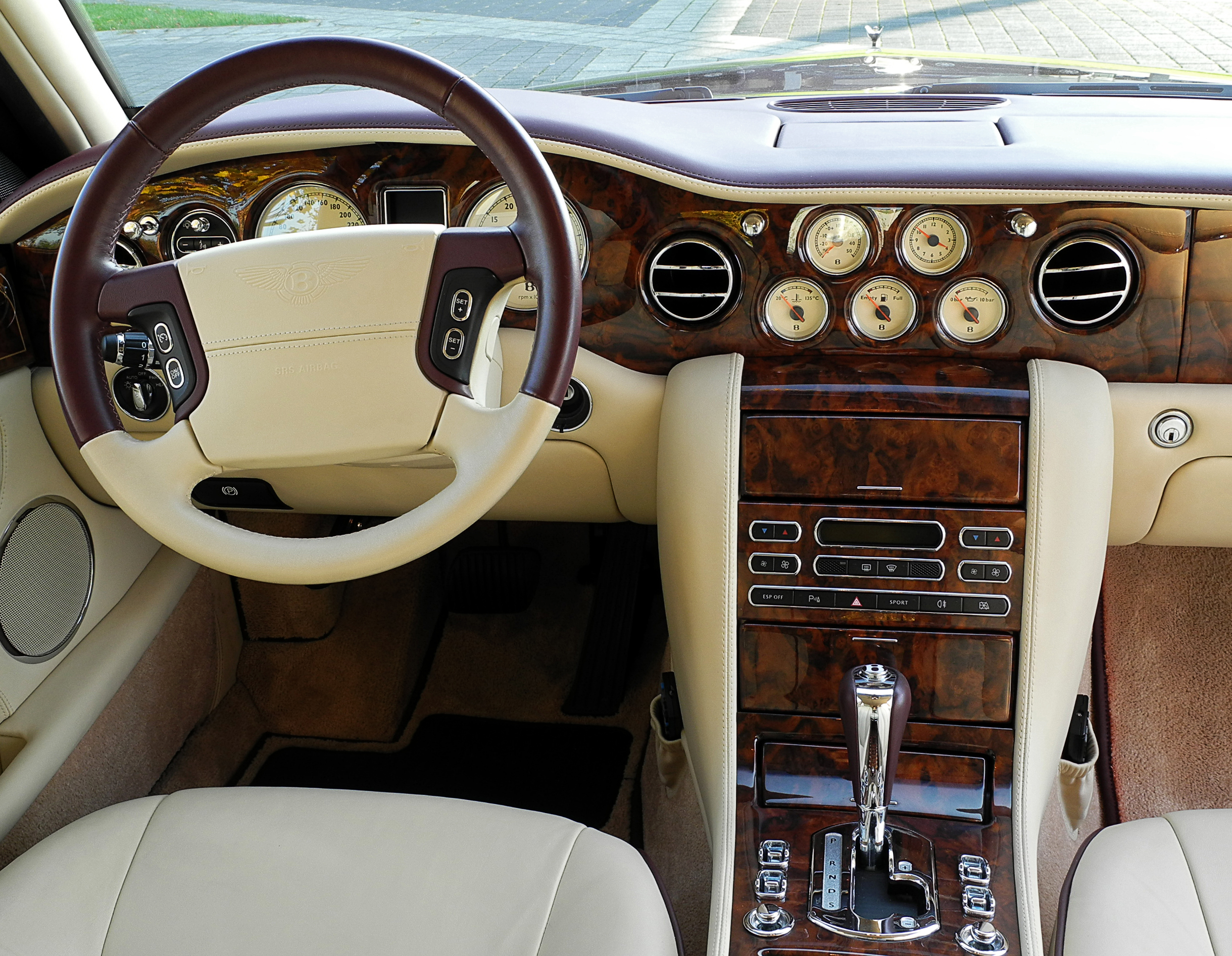
Planche de bord.